# Желудков Юрій Володимирович
Юрій Володимирович Желудков (8 березня 1959, Ленінград, СРСР) — радянський футболіст. Майстер спорту СРСР (1980).

## Біографія
Народився в Ленінграді, у віці чотирьох років разом із сім'єю переїхав до Петродворця.
Грав на першість ГОРОНО Ленінграда серед районних дитячих спортивних шкіл у команді ДЮСШ Петродворцового району 1958 року народження, також разом із хлопцями, які на 2 роки старші, під керівництвом старшого тренера Уткіна Миколи Георгійовича. У 1971 році команда виграла зональний турнір змагань на приз «Шкіряний м'яч», у всесоюзному фіналі в Челябінськ у посіла 21 місце. Потім тренер Віктор Смагін запросив Желудкова у футбольну школу «Зміна».
Наприкінці 1976 року дебютував у другій лізі в ленінградському «Динамо». Через два роки, після закінчення армійської служби, отримавши запрошення від головного тренера московського «Спартака» К. І. Бєскова, написав заяву про перехід, але зрештою головний тренер «Зеніту» Ю. А. Морозов умовив Желудкова перейти до нього в команду.
Наприкінці 1985 року був запрошений у німецький «Вердер» Бремен, але отримав відмову в переході від Спорткомітету.
Практично всі роки, проведені у складі «Зеніту», був одним із лідерів команди. В активі Желудкова 11 матчів та 5 голів, забитих у єврокубкових турнірах УЄФА.
Наприкінці 1989 року разом з адміністратором «Зеніту» Давидом Аптером Желудков вирушив до Швеції, де підписав контракт із клубом другого дивізіону «Естерсунд». Через рік повернувся в «Зеніт».
Наприкінці 1991 поїхав до Ізраїлю, де грав у клубі «Маккабі» (Нетанія). У 1993—1995 грав у фінському КаІКу (Каскінен). Пізніше разом із Володимиром Долгополовим грав у вірменському клубі «Капан-81».
Володів сильним ударом з лівої ноги, багато голів забив зі штрафних ударів, з так званої «точки Желудкова».
У 1976-му вступив на заочне відділення Інституту фізкультури імені П. Ф. Лесгафта, який закінчив 1997-го.
На парламентських виборах 1999 року був у списку кандидатів від ЛДПР.
У 2006 році увійшов до складу тренерського штабу ФК «Петротрест».
У 2007 році після відставки Сергія Дмитрієва виконував обов'язки головного тренера «Динамо» Санкт-Петербург.
Тренер юнаків у ДФК «Зеніт-84».

## Титули і досягнення
- Чемпіон СРСР 1984 року
- Фіналіст Кубка СРСР 1984 року
- Бронзовий призер чемпіонату СРСР 1980 року
- Володар Кубка сезону 1985 року
- У списку 33-х найкращих футболістів сезону в СРСР (2): № 3 — 1980, 1984